# ماهی دهان‌کلاهی
ماهی دهان‌کلاهی (نام علمی: Emmelichthyops atlanticus) نام یک گونه از خانواده سنگسرماهیان است.